# Kanton Rouvroy
Kanton Rouvroy (francouzsky Canton de Rouvroy) byl francouzský kanton v departementu Pas-de-Calais v regionu Nord-Pas-de-Calais. Tvořily ho tři obce. Zrušen byl po reformě kantonů 2014.

## Obce kantonu
- Drocourt
- Méricourt (část)
- Rouvroy